# Cordillère de Mérida
Pour les articles homonymes, voir Mérida.
La cordillère de Mérida est le prolongement au Venezuela de la cordillère des Andes. Son sommet le plus élevé est le pic Bolívar avec 4 978 m d'altitude.

## Notes et références

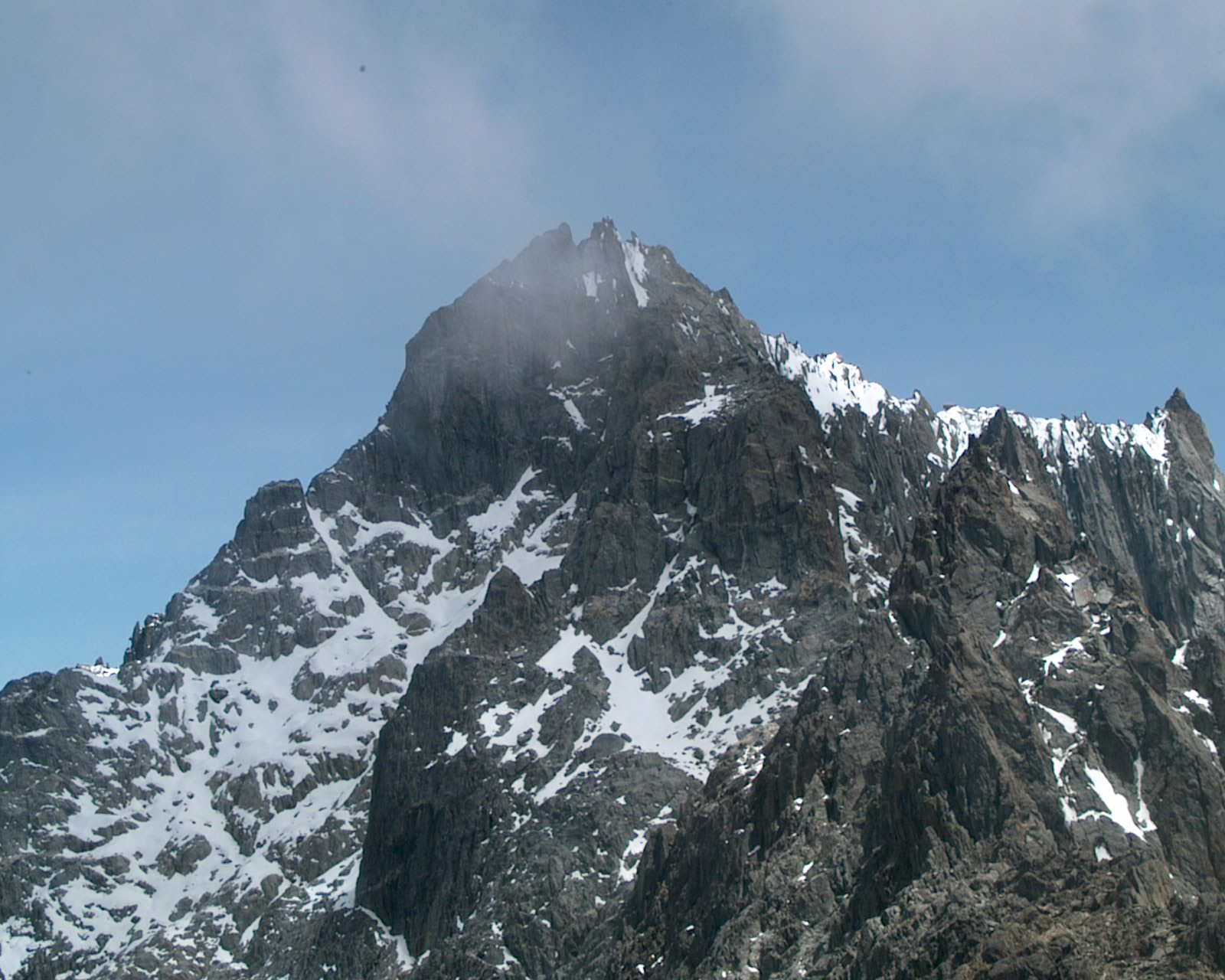
Vue du pic Bolívar.